# Король сафарі
«Король сафарі» (англ. Khumba) — повнометражний мультфільм виробництва ПАР. Прем'єра в США відбулася 6 грудня 2013, а в Україні — 31 липня 2014 року.

## Сюжет
Зебра Кумба від народження був посміховиськом усього стада через те, що народився наполовину смугастим, а наполовину білим. Як таке могло статися ніхто не розуміє, але над Кумбою, сміялися всі.
Гірше того, коли почалася Велика Посуха, родичі вирішили, що він проклятий, і в ньому причина всіх бід бо при народженні був проклятий природою. Стадо вигнало Кумбу, і навіть батько відвернувся від нього. Відважний напівпосмугований зебра вирушає в небезпечні і веселі пригоди, аби знайти відсутні смужки і заслужити повагу родини.

## Персонажів озвучували
| Актор            | Персонаж         |
| ---------------- | ---------------- |
| Джейк Ті Остін   | Кумба            |
| Стів Бушемі      | Скалк            |
| Лоретта Дівайн   | мама В           |
| Ліам Нісон       | Фанго            |
| Лоуренс Фішборн  | Секо             |
| Річард Грант     | Бредлі           |
| Аніка Ноні Роуз  | Лангіса          |
| АннаСофія Робб   | Томбі            |
| Кетрін Тейт      | Нора             |
| Чарльз Адлер     | дика собака 1    |
| Гарі Пейтон      | дика собака 2    |
| Ді Бредлі Бейкер | батько сурикатів |
| Джефф Беннетт    | Рабіт            |
| Мэйсон Чарльз    | сурикат 1        |